# Plautyra tamoyoi
Plautyra tamoyoi är en tvåvingeart som beskrevs av Lane 1950. Plautyra tamoyoi ingår i släktet Plautyra och familjen platthornsmyggor. Inga underarter finns listade i Catalogue of Life.